# Microula pustulosa
Microula pustulosa là loài thực vật có hoa trong họ Mồ hôi. Loài này được (C.B. Clarke) Duthie mô tả khoa học đầu tiên năm 1912.